# Arthur Cursham
Arthur Cursham (Wilford, 14 marzo 1853 – Liverpool, 24 dicembre 1884) è stato un calciatore inglese, di ruolo attaccante.

## Carriera

### Nazionale
Ha collezionato sei presenze con la propria Nazionale.